# Lilla Örtjärnen, Västergötland
Lilla Örtjärnen är en sjö i Härryda kommun i Västergötland och ingår i Göta älvs huvudavrinningsområde.